# Danville (Vermont)
Danville è una città degli Stati Uniti d'America, situata nello Stato del Vermont e in particolare nella Contea di Caledonia.

## Storia

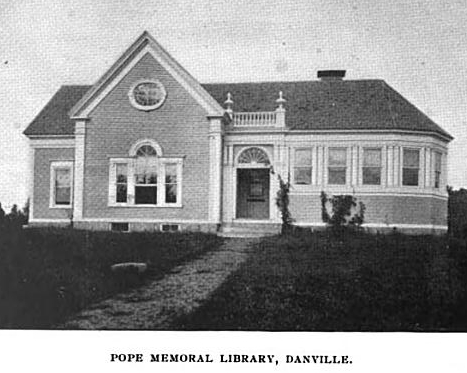
La biblioteca di Danville nel 1897

Danville venne fondata il 31 ottobre 1786 dalla legislatura dello Stato del Vermont. La città è stata chiamata così in onore del geografo e cartografo francese Jean-Baptiste Bourguignon d'Anville.